# Boomerang
A Boomerang (kiejtése angolosan: /ˈbuːmərɜng/, magyarosan: /ˈbumɜraːng/) egy 24 órás rajzfilmadó, amely a Turner Broadcasting System tévétársasághoz tartozik. A csatorna sokáig a Cartoon Network-ről lekerült sorozatokat adta. Régen a klasszikus rajzfilmekre helyezte a hangsúlyt, műsorkínálatában rengeteg Hanna-Barbera rajzfilmet meg lehetett találni, valamint klasszikus Cartoon Network-rajzfilmeket is. Mostanában Scooby-Doo-t, Tom és Jerryt, Mr. Beant és más újabb rajzfilmeket sugárzott.

## Története
2000. április 1-jén a Boomerang Egyesült Államok megkezdte a sugárzást önálló adóként. Még abban az évben elindult a csatorna brit-ír változata is. 2001-ben a latin-amerikai változat is elindult, amely ma már teljesen más, mint a többi Boomerang-csatorna, ugyanis főként élőszereplős sorozatokat vetít tizenéveseknek. 2003-ban két adásváltozat is indult: a francia és az olasz. 2004-ben az ausztrál és a spanyol változat is megkezdte a sugárzást. Abban az évben a Cartoon Network arculatot és műsorszerkezetet váltott, ezzel sok, korábban a Boomerangon és a CN-en egyaránt sugárzott rajzfilm került le a Cartoon Networkről és ettől fogva csak a Boomerang sugározta őket. Az évben kezdte meg a sugárzást az ausztrál és a spanyol adásváltozat. 2005-ben indult el az európai és a délkelet-ázsiai Boomerang. A következő évben pedig a német változat. Két évvel később, 2008-ban kezdte meg az adást a skandináv Boomerang. 2011. szeptember 1-jén megszűnt a spanyol adásváltozat, amit a Cartoonito Spanyolország váltott föl. Az év október 11-én a közép- és kelet-európai Boomerang kivált az európaiból. 2012. november 30-án pedig a délkelet-ázsiai Boomerang sugárzott utoljára, másnap már a Toonami Ázsia ment a helyén.
2023 februárjában jelentette be a Warner Bros Dicovery médiavállalat, hogy a csatorna megszűnik, és a helyére a Cartoonito kerül.

## Adásváltozatok
A csatorna 15 nyelven érhető el, ebből egy csak feliratokként.
| Ország                                                       | Régió neve                               | Nyelv                                 | Üzemel(t)                                                |
| ------------------------------------------------------------ | ---------------------------------------- | ------------------------------------- | -------------------------------------------------------- |
| Egyesült Államok                                             | Boomerang Egyesült Államok               | angol, spanyol                        | 2000. április 1. –                                       |
| Egyesült Királyság Írország                                  | Boomerang Egyesült Királyság és Írország | angol                                 | 2000. május 27. –                                        |
| Latin-Amerika                                                | Boomerang Latin-Amerika                  | spanyol, brazíliai portugál           | 2001. július 2. – 2021. december 1.                      |
| Franciaország                                                | Boomerang Franciaország                  | francia                               | 2003. április 23. –                                      |
| Olaszország                                                  | Boomerang Olaszország                    | olasz                                 | 2003. július 31. –                                       |
| Ausztrália Új-Zéland                                         | Boomerang Ausztrália                     | angol                                 | 2004. március –                                          |
| Spanyolország                                                | Boomerang Spanyolország                  | spanyol                               | 2004. október – 2011. szeptember 1. 2017. december 15. – |
| Görögország, Afrika, Közel-Kelet                             | Boomerang Afrika                         | görög, angol, arab, holland (felirat) | 2005. június 5. –                                        |
| Hongkong Srí Lanka Indonézia                                 | Boomerang Ázsia                          | angol                                 | 2005. szeptember 1. – 2012. november 30.                 |
| Németország Ausztria Svájc                                   | Boomerang Németország                    | német                                 | 2006. június 1. –                                        |
| Svédország Norvégia Dánia                                    | Boomerang Skandinávia                    | svéd, norvég, dán                     | 2008. augusztus –                                        |
| Lengyelország Magyarország Románia Oroszország, Kelet-Európa | Boomerang Közép- és Kelet-Európa         | lengyel, magyar, román, orosz, angol  | 2010. december 31. – 2023. március 18.                   |
| Thaiföld                                                     | Boomerang Thaiföld                       | thai                                  |                                                          |
| Portugália                                                   | Boomerang Portugália                     | európai portugál                      |                                                          |

## Galéria

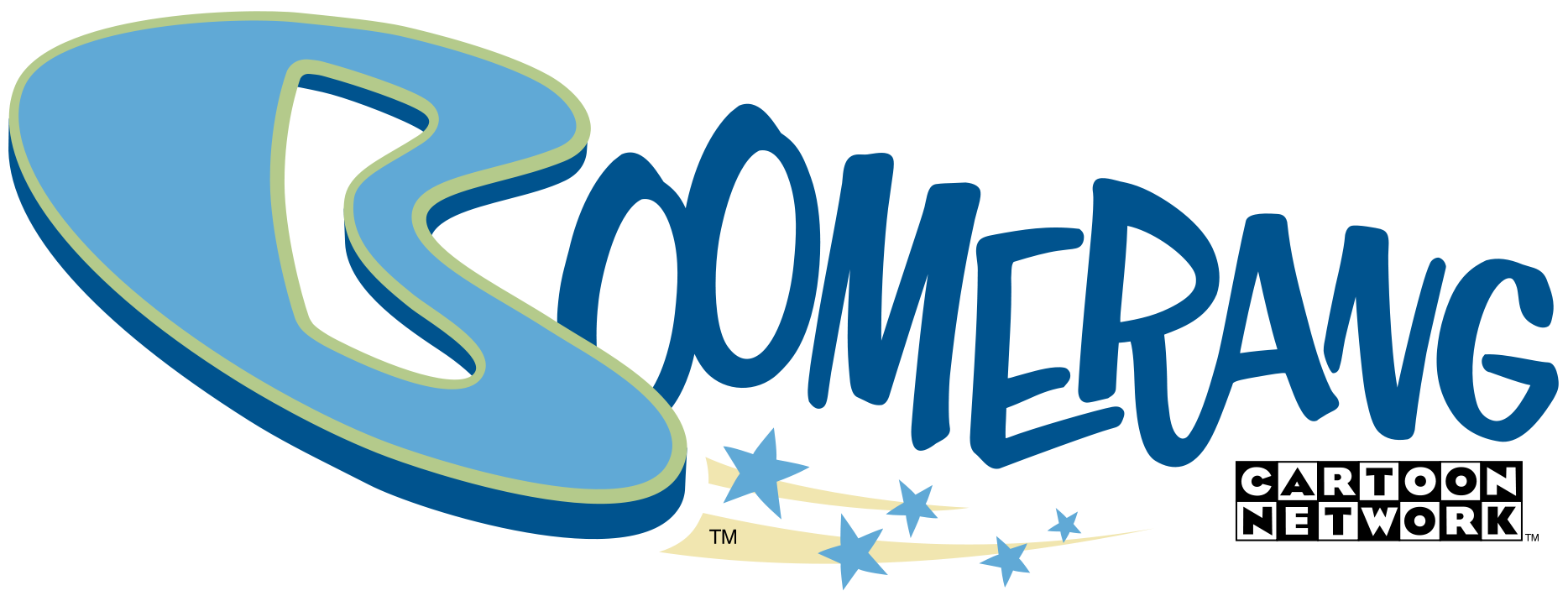
2000-től 2004-ig használt logó
Korábbi európai–afrikai–ausztráliai logó
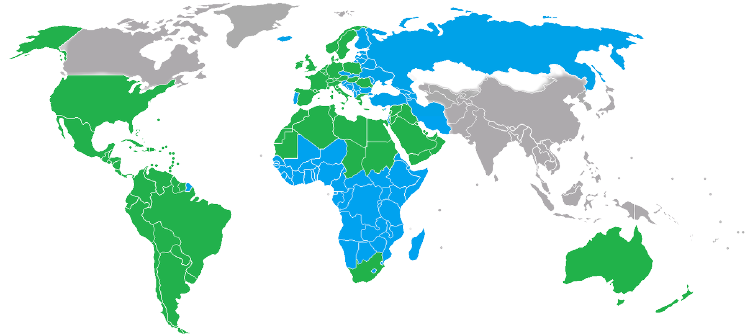
Lefedettségi térkép